# Theridion
Theridion este un gen de păianjeni din familia Theridiidae.

## Galerie

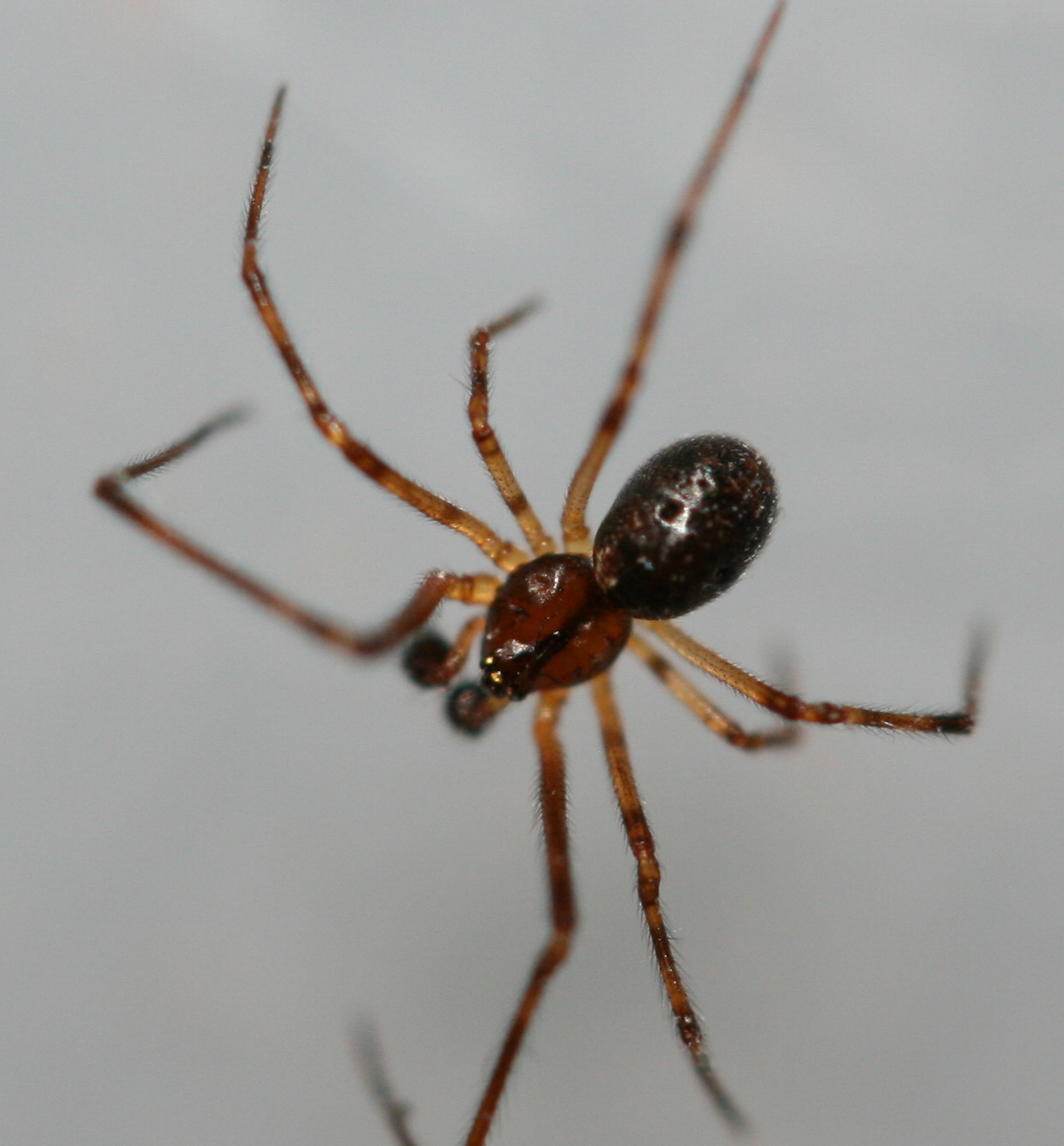
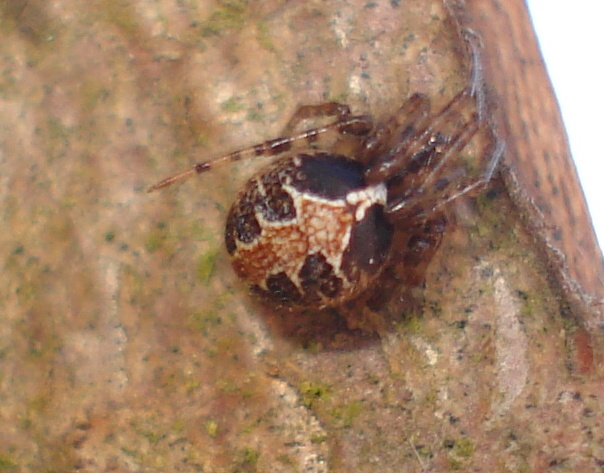
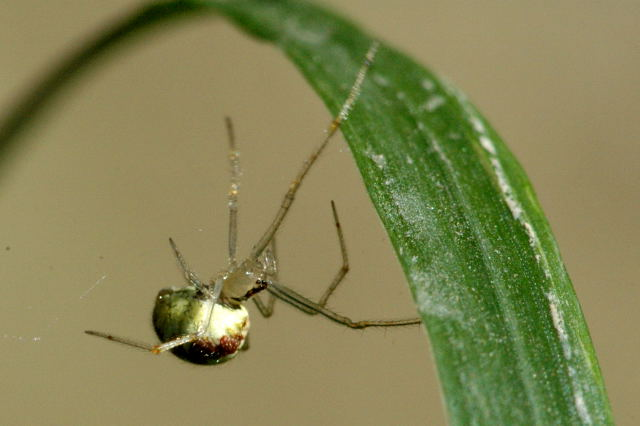
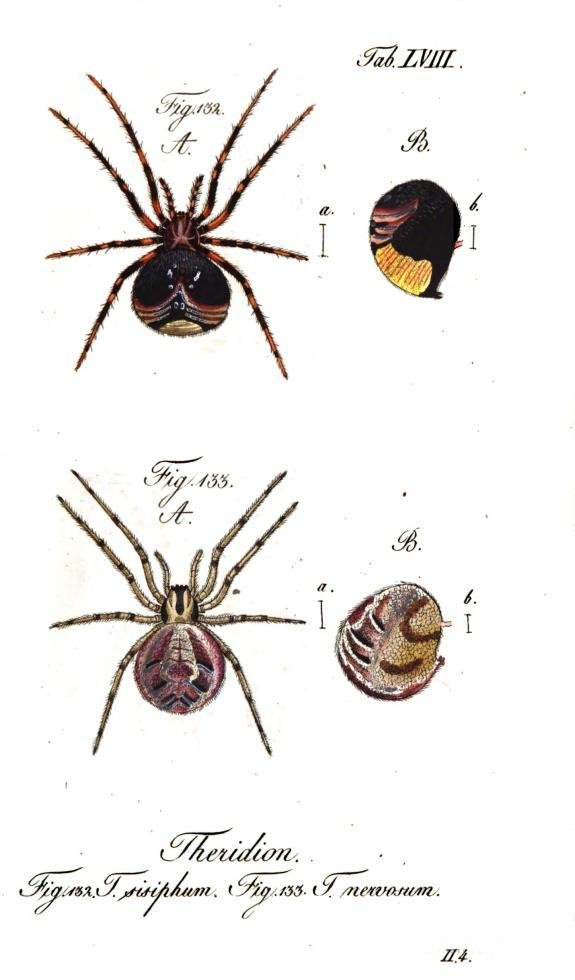

## Specii[1]
- Theridion abruptum
- Theridion accoense
- Theridion acutitarse
- Theridion adjacens
- Theridion adrianopoli
- Theridion aeolium
- Theridion agrarium
- Theridion agreste
- Theridion agrifoliae
- Theridion akme
- Theridion akron
- Theridion albidorsum
- Theridion albidum
- Theridion albioculum
- Theridion albipes
- Theridion albocinctum
- Theridion albodecoratum
- Theridion albolineatum
- Theridion albolineolatum
- Theridion albomaculosum
- Theridion albopictum
- Theridion albostriatum
- Theridion albulum
- Theridion altum
- Theridion amarga
- Theridion amatitlan
- Theridion ambiguum
- Theridion ampascachi
- Theridion ampliatum
- Theridion angusticeps
- Theridion angustifrons
- Theridion annulipes
- Theridion anson
- Theridion antillanum
- Theridion antron
- Theridion apiculatum
- Theridion aporum
- Theridion apostoli
- Theridion apulco
- Theridion aragua
- Theridion archeri
- Theridion argentatulum
- Theridion arizonense
- Theridion artum
- Theridion aruanum
- Theridion arushae
- Theridion asbolodes
- Theridion astrigerum
- Theridion atratum
- Theridion attritum
- Theridion auberti
- Theridion aulos
- Theridion australe
- Theridion baccula
- Theridion baltasarense
- Theridion banksi
- Theridion barbarae
- Theridion beebei
- Theridion bellatulum
- Theridion bergi
- Theridion berlandi
- Theridion betteni
- Theridion bicruciatum
- Theridion bidepressum
- Theridion biezankoi
- Theridion biforaminum
- Theridion biolleyi
- Theridion biseriatum
- Theridion bitakum
- Theridion blackwalli
- Theridion blaisei
- Theridion boesenbergi
- Theridion bolivari
- Theridion bolum
- Theridion bomae
- Theridion botanicum
- Theridion brachypus
- Theridion bradyanum
- Theridion brunellii
- Theridion brunneonigrum
- Theridion bryantae
- Theridion bullatum
- Theridion buxtoni
- Theridion calcynatum
- Theridion californicum
- Theridion caliginosum
- Theridion cameronense
- Theridion campestratum
- Theridion caplandense
- Theridion carinatum
- Theridion carpathium
- Theridion cassinicola
- Theridion castaneum
- Theridion catharina
- Theridion cavipalpe
- Theridion cazieri
- Theridion centrum
- Theridion chacoense
- Theridion chakinuense
- Theridion chamberlini
- Theridion charitonowi
- Theridion cheimatos
- Theridion cheni
- Theridion chihuahua
- Theridion chiriqui
- Theridion chonetum
- Theridion choroni
- Theridion cinctipes
- Theridion cinereum
- Theridion circumtextum
- Theridion climacode
- Theridion clivalum
- Theridion cloxum
- Theridion clypeatellum
- Theridion cochise
- Theridion cochrum
- Theridion cocosense
- Theridion coenosum
- Theridion cohni
- Theridion coldeniae
- Theridion comstocki
- Theridion confusum
- Theridion conigerum
- Theridion contreras
- Theridion convexellum
- Theridion convexisternum
- Theridion corcyraeum
- Theridion costaricaense
- Theridion cowlesae
- Theridion coyoacan
- Theridion crinigerum
- Theridion cruciferum
- Theridion crucum
- Theridion cuspulatum
- Theridion cuyutlan
- Theridion cynicum
- Theridion dafnense
- Theridion darolense
- Theridion davisorum
- Theridion dayongense
- Theridion decemmaculatum
- Theridion decemperlatum
- Theridion dedux
- Theridion delicatum
- Theridion derhami
- Theridion diadematum
- Theridion dianiphum
- Theridion differens
- Theridion dilucidum
- Theridion dilutum
- Theridion dividuum
- Theridion dominica
- Theridion dreisbachi
- Theridion dubium
- Theridion dukouense
- Theridion dulcineum
- Theridion durbanicum
- Theridion ecuadorense
- Theridion egyptium
- Theridion electum
- Theridion elegantissimum
- Theridion elevatum
- Theridion elimatum
- Theridion elisabethae
- Theridion elli
- Theridion ellicottense
- Theridion emertoni
- Theridion epiense
- Theridion eremum
- Theridion eugeni
- Theridion evexum
- Theridion excavatum
- Theridion exlineae
- Theridion expallidatum
- Theridion familiare
- Theridion fastosum
- Theridion fatuhivaense
- Theridion femorale
- Theridion femoratissimum
- Theridion fernandense
- Theridion filum
- Theridion flabelliferum
- Theridion flavonotatum
- Theridion flavoornatum
- Theridion fornicatum
- Theridion frio
- Theridion frizzellorum
- Theridion frondeum
- Theridion fruticum
- Theridion fungosum
- Theridion furfuraceum
- Theridion fuscodecoratum
- Theridion fuscomaculatum
- Theridion fuscum
- Theridion gabardi
- Theridion galerum
- Theridion gekkonicum
- Theridion geminipunctum
- Theridion genistae
- Theridion gentile
- Theridion gertschi
- Theridion gibbum
- Theridion gigantipes
- Theridion giraulti
- Theridion glaciale
- Theridion glaucescens
- Theridion glaucinum
- Theridion goodnightorum
- Theridion gracilipes
- Theridion grallator
- Theridion gramineum
- Theridion grammatophorum
- Theridion grancanariense
- Theridion grandiosum
- Theridion grecia
- Theridion gyirongense
- Theridion hainenense
- Theridion haleakalense
- Theridion hannoniae
- Theridion hartmeyeri
- Theridion hassleri
- Theridion hebridisianum
- Theridion helophorum
- Theridion hemerobium
- Theridion hermonense
- Theridion hewitti
- Theridion hidalgo
- Theridion hierichonticum
- Theridion hispidum
- Theridion histrionicum
- Theridion hondurense
- Theridion hopkinsi
- Theridion hotanense
- Theridion huanuco
- Theridion hufengensis
- Theridion hui
- Theridion humboldti
- Theridion hummeli
- Theridion idiotypum
- Theridion illecebrosum
- Theridion impegrum
- Theridion impressithorax
- Theridion impressum
- Theridion incanescens
- Theridion incertissimum
- Theridion incertum
- Theridion incomtum
- Theridion inconspicuum
- Theridion indicum
- Theridion innocuum
- Theridion inquinatum
- Theridion insignitarse
- Theridion intritum
- Theridion iramon
- Theridion ischagosum
- Theridion isorium
- Theridion istokpoga
- Theridion italiense
- Theridion jordanense
- Theridion kambalum
- Theridion karamayense
- Theridion kauaiense
- Theridion kawea
- Theridion kibonotense
- Theridion kiliani
- Theridion kobrooricum
- Theridion kochi
- Theridion kollari
- Theridion kraepelini
- Theridion kraussi
- Theridion lacticolor
- Theridion laevigatum
- Theridion lago
- Theridion lamperti
- Theridion lanceatum
- Theridion lapidicola
- Theridion latisternum
- Theridion lawrencei
- Theridion leechi
- Theridion leguiai
- Theridion lenzianum
- Theridion leones
- Theridion leucophaeum
- Theridion leve
- Theridion leviorum
- Theridion liaoyuanense
- Theridion limatum
- Theridion limitatum
- Theridion linaresense
- Theridion linzhiense
- Theridion llano
- Theridion lomirae
- Theridion longicrure
- Theridion longihirsutum
- Theridion longipalpum
- Theridion longipedatum
- Theridion ludekingi
- Theridion ludius
- Theridion lumabani
- Theridion luteitarse
- Theridion macei
- Theridion machu
- Theridion macropora
- Theridion macuchi
- Theridion maculiferum
- Theridion magdalenense
- Theridion maindroni
- Theridion manjithar
- Theridion manonoense
- Theridion maranum
- Theridion maron
- Theridion martini
- Theridion mataafa
- Theridion mauense
- Theridion mauiense
- Theridion mehlum
- Theridion melanoplax
- Theridion melanoprorum
- Theridion melanosternon
- Theridion melanostictum
- Theridion melanurum
- Theridion melinum
- Theridion mendozae
- Theridion meneghettii
- Theridion metabolum
- Theridion metator
- Theridion michelbacheri
- Theridion micheneri
- Theridion minutissimum
- Theridion minutulum
- Theridion miserum
- Theridion modestum
- Theridion molliculum
- Theridion mollissimum
- Theridion montanum
- Theridion monzonense
- Theridion mortuale
- Theridion morulum
- Theridion murarium
- Theridion musivivoides
- Theridion musivivum
- Theridion musivum
- Theridion myersi
- Theridion mystaceum
- Theridion mysteriosum
- Theridion nadleri
- Theridion nagorum
- Theridion nasinotum
- Theridion nasutum
- Theridion necijaense
- Theridion negebense
- Theridion neomexicanum
- Theridion neshamini
- Theridion nesticum
- Theridion nigriceps
- Theridion nigroannulatum
- Theridion nigroplagiatum
- Theridion nigropunctatum
- Theridion nigropunctulatum
- Theridion nigrosacculatum
- Theridion nigrovariegatum
- Theridion nilgherinum
- Theridion niphocosmum
- Theridion niveopunctatum
- Theridion niveum
- Theridion nivosum
- Theridion nodiferum
- Theridion nojimai
- Theridion nudum
- Theridion oatesi
- Theridion obscuratum
- Theridion ochreolum
- Theridion octoferum
- Theridion odoratum
- Theridion ohlerti
- Theridion olaup
- Theridion omiltemi
- Theridion onticolum
- Theridion opolon
- Theridion opuntia
- Theridion orgea
- Theridion orlando
- Theridion osprum
- Theridion oswaldocruzi
- Theridion otsospotum
- Theridion palanum
- Theridion palgongense
- Theridion pallidulum
- Theridion palmgreni
- Theridion pandani
- Theridion panganii
- Theridion paraense
- Theridion parvulum
- Theridion parvum
- Theridion patrizii
- Theridion pelaezi
- Theridion pennsylvanicum
- Theridion perkinsi
- Theridion pernambucum
- Theridion perpusillum
- Theridion petraeum
- Theridion petrunkevitchi
- Theridion phaeostomum
- Theridion pictipes
- Theridion pictum
- Theridion pigrum
- Theridion pilatum
- Theridion piligerum
- Theridion piliphilum
- Theridion pinastri
- Theridion pinguiculum
- Theridion pinicola
- Theridion pires
- Theridion piriforme
- Theridion plaumanni
- Theridion plectile
- Theridion plumipes
- Theridion pluviale
- Theridion poecilum
- Theridion porphyreticum
- Theridion positivum
- Theridion posticatum
- Theridion postmarginatum
- Theridion praeclusum
- Theridion praemite
- Theridion praetextum
- Theridion prominens
- Theridion proximum
- Theridion puellae
- Theridion pulanense
- Theridion pumilio
- Theridion punctipes
- Theridion punicapunctatum
- Theridion punongpalayum
- Theridion purcelli
- Theridion pyramidale
- Theridion pyrenaeum
- Theridion qingzangense
- Theridion quadratum
- Theridion quadrilineatum
- Theridion quadripapulatum
- Theridion quadripartitum
- Theridion rabuni
- Theridion rafflesi
- Theridion rampum
- Theridion ravum
- Theridion refugum
- Theridion reinhardti
- Theridion resum
- Theridion retreatense
- Theridion retrocitum
- Theridion rhodonotum
- Theridion ricense
- Theridion rossi
- Theridion rostriferum
- Theridion rothi
- Theridion rubiginosum
- Theridion rubrum
- Theridion rurrenabaque
- Theridion ruwenzoricola
- Theridion saanichum
- Theridion sabinjonis
- Theridion sadani
- Theridion samoense
- Theridion sanctum
- Theridion sangzhiense
- Theridion sardis
- Theridion saropus
- Theridion schlingeri
- Theridion schrammeli
- Theridion sciaphilum
- Theridion semitinctum
- Theridion senckenbergi
- Theridion septempunctatum
- Theridion serpatusum
- Theridion sertatum
- Theridion setiferum
- Theridion setosum
- Theridion setum
- Theridion seximaculatum
- Theridion sibiricum
- Theridion sinaloa
- Theridion sisyphium
- Theridion soaresi
- Theridion societatis
- Theridion solium
- Theridion spinigerum
- Theridion spinitarse
- Theridion spinosissimum
- Theridion squalidum
- Theridion stamotum
- Theridion stannardi
- Theridion strepitus
- Theridion striatum
- Theridion styligerum
- Theridion subitum
- Theridion submirabile
- Theridion submissum
- Theridion subpingue
- Theridion subradiatum
- Theridion subrotundum
- Theridion subvittatum
- Theridion sulawesiense
- Theridion swarczewskii
- Theridion taegense
- Theridion tahitiae
- Theridion tamerlani
- Theridion tayrona
- Theridion tebanum
- Theridion teliferum
- Theridion tenellum
- Theridion tenuissimum
- Theridion teresae
- Theridion tessellatum
- Theridion teutanoides
- Theridion thaleri
- Theridion thalia
- Theridion theridioides
- Theridion thorelli
- Theridion tigrae
- Theridion tikaderi
- Theridion timpanogos
- Theridion tinctorium
- Theridion t-notatum
- Theridion todinum
- Theridion topo
- Theridion torosum
- Theridion trahax
- Theridion transgressum
- Theridion trepidum
- Theridion triangulare
- Theridion trifile
- Theridion trigonicum
- Theridion tristani
- Theridion triviale
- Theridion trizonatum
- Theridion tubicola
- Theridion tungurahua
- Theridion turrialba
- Theridion uber
- Theridion uhligi
- Theridion umbilicus
- Theridion uncatum
- Theridion undatum
- Theridion undulanotum
- Theridion urnigerum
- Theridion ursoi
- Theridion urucum
- Theridion usitum
- Theridion utcuyacu
- Theridion valleculum
- Theridion vallisalinarum
- Theridion vanhoeffeni
- Theridion varians
- Theridion weberi
- Theridion ventricosum
- Theridion vespertinum
- Theridion weyrauchi
- Theridion whitcombi
- Theridion wiehlei
- Theridion viridanum
- Theridion volubile
- Theridion workmani
- Theridion vosserleri
- Theridion vossi
- Theridion vossioni
- Theridion vulvum
- Theridion xianfengense
- Theridion xinjiangense
- Theridion yani
- Theridion yuma
- Theridion yunnanense
- Theridion zantholabio
- Theridion zebra
- Theridion zebrinum
- Theridion zekharya
- Theridion zhangmuense
- Theridion zhaoi
- Theridion zhoui
- Theridion zonarium
- Theridion zonatum
- Theridion zonulatum